# Gottfried Semper
Gottfried Semper, född 29 november 1803 i Hamburg, död 15 maj 1879 i Rom, var en tysk arkitekt. Han ritade, bland annat, Königliches Hoftheater i Dresden (Semperoper). Han var farbror till Karl Semper.

## Biografi
Semper blev 1822 student vid universitetet i Göttingen, där han studerade matematik för Carl Friedrich Gauss samt filologi och konstvetenskap för Karl Otfried Müller. Efter att en tid ägnat sig åt ingenjörs- och krigsbyggnad studerade han från 1825 byggnadskonst vid Kungliga konstakademin i München, men tyckte inte om den där förhärskande efterhärmningen av olika stilar, och reste därför till Paris, där han 1827–1830 studerade för Franz Christian Gau. Efter en studieresa i Italien och Grekland återvände han 1832 till Tyskland, där han framställde en teori om att de gamles gudabilder varit färglagda och deras tempel försedda med målade ornament i en flerfald av färger. Detta gav upphov till en häftig och långvarig strid, men forskningen fann senare att hans åsikt var fullt berättigad.
På Karl Friedrich Schinkels förord kallades Semper 1834 till professor i arkitektur vid konstakademien i Dresden. Där fick han tillfälle att i lära och praxis tillämpa sin grundsats, att all arkitektur framgår ur en organisk gestaltning av det praktiska syftet med byggnadsverket, att således icke en bestämd stil kan fastställas som den givna formen för våra olika behov, såsom Schinkel i viss mån gjort med antiken, och att stilhärmning utan hänsyn till syftet, vilket då pågick i München, är ett oting. Även Semper utgick från antiken, men han lät var sak skapa sin form och kom därigenom till en modifierad renässans, som kan kallas hans egen.

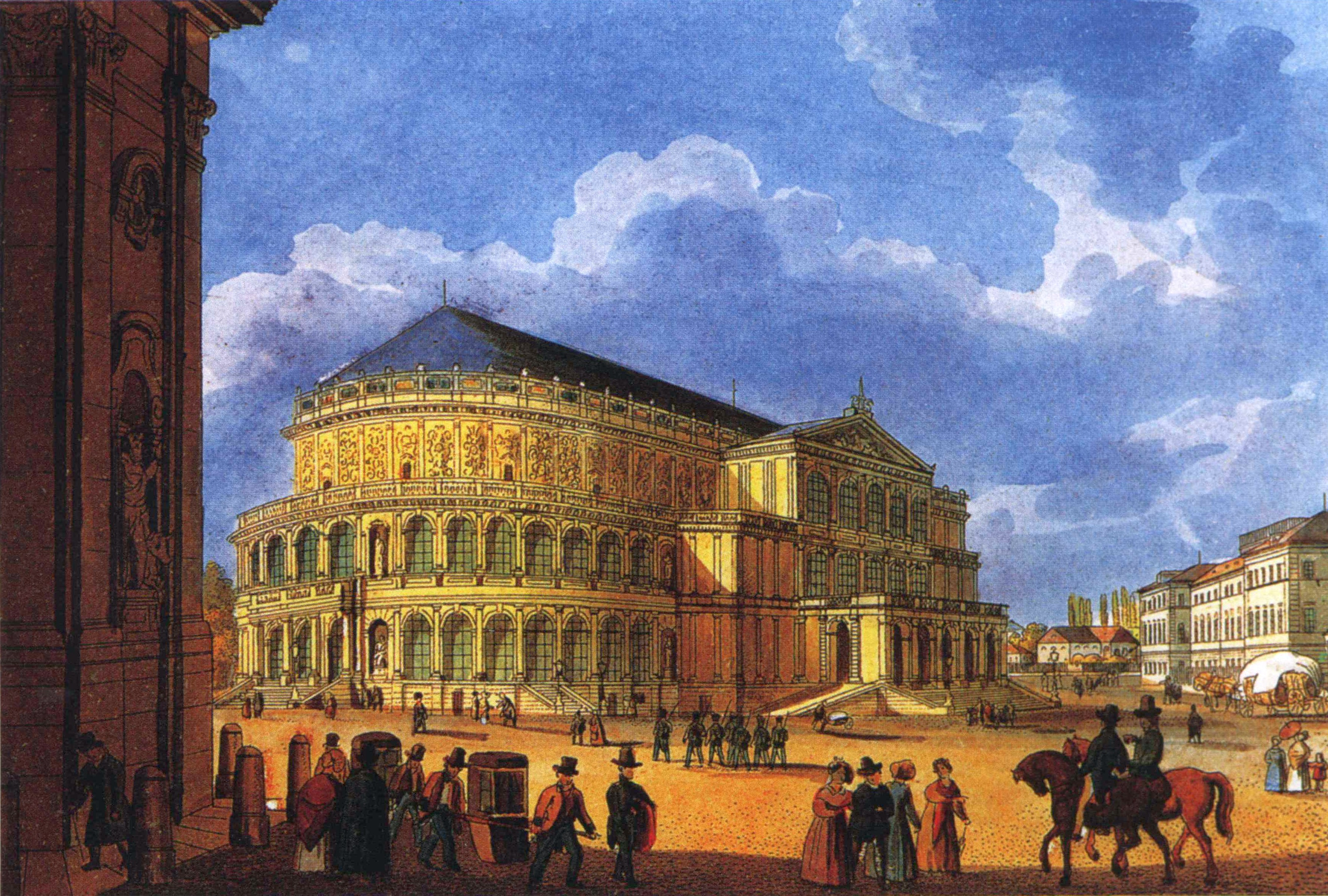
Königliches Hoftheater i Dresden

 I Dresden byggde han först synagogan (1838–1840), en centralbyggnad i orientaliserande stil. Därnäst kom utförandet av teatern, Königliches Hoftheater (1839–1841), en byggnad, vilken han lyckades ge former, som stod i harmoni med den närliggande hovkyrkans barockstil och den till slottet hörande Zwingerns, slottsflygelns, rokoko. Byggnaden gav dessutom ett helt nytt uppslag, i det Semper lät dess inre disposition klart och överskådligt uttryckas i dess yttre form. Vidare utförde han Villa Rosa, Palais Oppenheim vid Elbe med flera byggnader. Därtill kom uppförandet av Museum (1847–1853), byggt som avslutning av Zwingerkomplexen och hållet i en kraftig renässans. I arkitekttävlingen till Nikolaikyrkan i Hamburg ritade han en kupolkyrka i en mycket fritt hållen romansk stil, med vilken han vann första priset, men förslaget utfördes inte.

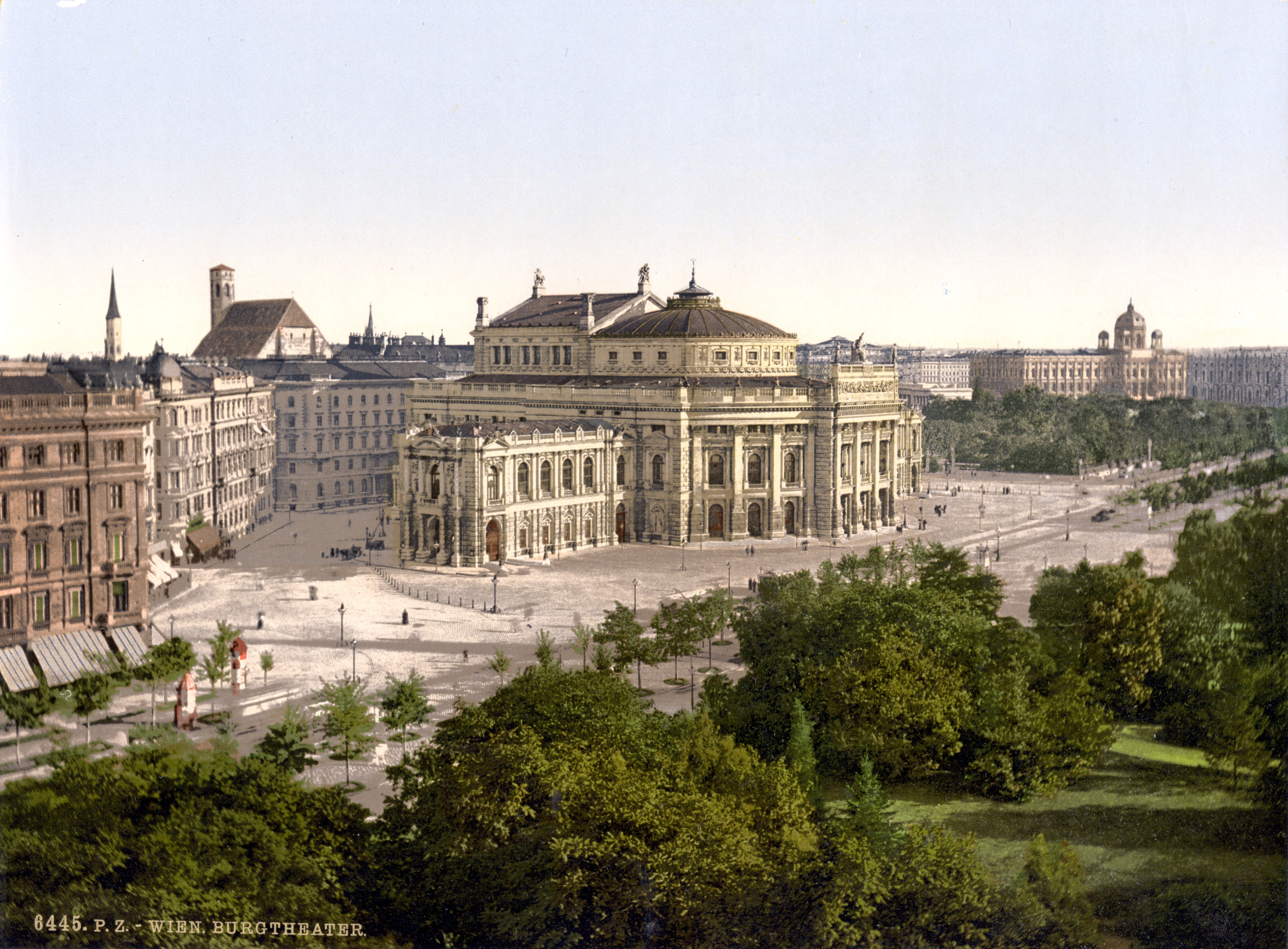
Hofburgtheater i Wien

 Semper hann inte fullborda sitt museum i Dresden. Invecklad i oroligheterna 1848 och majupproret 1849, flydde han till Strasbourg och kom därifrån till England. Där blev han av prinsgemålen Albert utnämnd till professor vid South Kensington-skolan. Han tog ivrig del i den reform i konstslöjden, som började med världsutställningen i London 1851, och bestämde den första anordningen av South Kensington-museet. Samma år utgav han Die vier Elemente der Baukunst. År 1853 kallades han till Zürich, där han byggde Eidgenössisches Polytechnikum och även verkade som lärare.

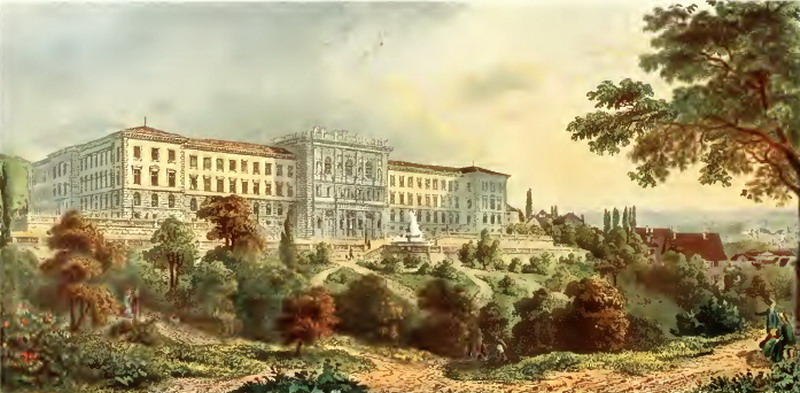
Eidgenössisches Polytechnikum i Zürich

I sitt epokgörande verk Der Stil in den technischen und tektonischen Künsten oder Praktische Æstetik (1860–1863) framlade han sina åsikter om konsten, särskilt arkitekturen såsom grundad på behovet och organiskt framväxande ur konstslöjden och hantverket, åt vilka han alltid ägnade stort intresse. Efter Sempers utkast utförde hans son Manfred, som utbildats i faderns skola, 1871–1878 Dresdens nya teater. Detta efter att Sempers teaterbyggnad från 1841 i september 1869 hade brunnit ner till grunden. Semper ritade även teatrar för München och Rio de Janeiro, men de blev inte uppförda. År 1871 flyttade han till Wien. Där gav han uppslagen till hovmuseerna (Kunsthistorisches Museum och Naturhistorisches Museum) och Hofburgtheater.
De långvariga förberedande arbetena – där Wienarkitekten Carl von Hasenauer medverkade – ledde inte till slutligt resultat, förrän Semper av sjuklighet måste lämna dem. Hasenauer utförde sedan byggnaderna med betydligt avvikande från den ursprungliga planen. Efter hans död utgavs Die Bauten-Entwürfe und Skizzen (1881) samt Kleine Schriften (1884).

## Utmärkelser
Asteroiden 6353 Semper är uppkallad efter honom.